# Franziska Scheffler (Triathletin)
Franziska Scheffler (* 17. Oktober 1989 in Solingen) ist eine ehemalige deutsche Duathletin und Triathletin. Sie ist mehrfache Deutsche Duathlon-Meisterin (2010–2015), Deutsche Hochschulmeisterin Triathlon (2011) und Europameisterin im Sprint-Duathlon (2014, 2015).

## Werdegang
Franziska Scheffler wuchs mit ihren Zwillingsbrüdern Felix und Florian auf.
Als 6-Jährige kam sie zum Leichtathletikverein in Hilden. Einige Starts bei den Deutschen Meisterschaften und ein 2. Rang mit der Mannschaft bei den Deutschen Crosslauf-Meisterschaften 2006 waren die größten Erfolge.
2010 wurde Franziska Scheffler beim Münster Triathlon Deutsche Hochschul-Meisterin Triathlon.

### Deutschen Meisterin Duathlon 2012
2012 wurde sie Deutsche Duathlon-Meisterin in der Elite-Klasse, nachdem sie diesen Titel schon zweimal hatte in der U23-Klasse erringen können. Im September wurde sie Achte bei der Duathlon-Weltmeisterschaft und erreichte mit dem deutschen Mixed-Team den dritten Rang.

### Europameisterin Sprint-Duathlon 2014
In den Niederlanden wurde sie im April 2014 Europameisterin im Sprint-Duathlon und im Mai auch Vierte bei der Duathlon-Weltmeisterschaft in Spanien.
Im März 2015 holte sie sich zum dritten Mal den Titel bei der Deutschen Meisterschaft Duathlon. Im April konnte sie in den Niederlanden ihren Titel bei der Europameisterschaft im Sprint-Duathlon erfolgreich verteidigen. 2015 wechselte sie im Triathlon auf die Mitteldistanz (1,9 km Schwimmen, 83 km Radfahren und 21 km Laufen) und wurde im August Zweite beim Allgäu Classic.
Seit 2015 tritt Franziska Scheffler nicht mehr international in Erscheinung. Die Jahre 2016 und 2017 waren von gesundheitlichen Problemen geprägt.
Franziska Scheffler lebt in Hilden.

## Sportliche Erfolge
| Datum/Jahr    | Rang | Wettbewerb             | Austragungsort  | Zeit     | Bemerkung                                                                        |
| ------------- | ---- | ---------------------- | --------------- | -------- | -------------------------------------------------------------------------------- |
| 16. Aug. 2015 | 2    | Allgäu Triathlon       | Immenstadt      | 04:10:21 | Zweite auf der Mitteldistanz hinter der Österreicherin Bianca Steurer            |
| 19. Juli 2015 | 4    | Trumer Triathlon       | Obertrum am See |          | [ 2 ]                                                                            |
| 2. Aug. 2014  | 3    | Alpen-Triathlon        | Schliersee      | 02:26:37 |                                                                                  |
| 6. Juli 2014  | 10   | T3 Triathlon           | Düsseldorf      | 01:01:58 | auf der Sprintdistanz (0,75 km Schwimmen, 20 km Radfahren und 5 km Laufen)       |
| 22. Juni 2013 | 2    | Alpen-Triathlon        | Schliersee      |          | Siegerin der Bundesliga-Wertung, da Anne Haug als „Gaststarterin“ mit dabei war. |
| 11. Sep. 2011 | 1    | Nibelungen-Triathlon   | Xanten          |          |                                                                                  |
| 2011          | 2    | Münster City Triathlon | Münster         |          | Deutsche Hochschulmeisterin 2011                                                 |
| 2010          | 3    | Nibelungen-Triathlon   | Xanten          |          | auf der olympischen Distanz                                                      |

| Datum/Jahr    | Rang | Wettbewerb                                                | Austragungsort    | Zeit        | Bemerkung |
| ------------- | ---- | --------------------------------------------------------- | ----------------- | ----------- | --- |
| 12. Apr. 2015 | 1    | ETU Powerman Sprint Duathlon European Championships       | Horst aan de Maas |             | Europameisterin Sprint-Duathlon                                                                                |
| 29. März 2015 | 1    | DTU Deutsche Meisterschaft Duathlon                       | Kalkar            |             | Deutsche Meisterin Duathlon – erfolgreiche Titelverteidigung beim Minrath-Duathlon                             |
| 31. Mai 2014  | 4    | ITU Short Distance Duathlon World Championships           | Pontevedra        | 02:06:13    | ITU Duathlon-Weltmeisterschaft                                                                                 |
| 4. Mai 2014   | 1    | DTU Deutsche Meisterschaft Duathlon                       | Cottbus           | 02:03:55,16 | Deutsche Meisterin Duathlon – vor der Titelverteidigerin Annika Vössing                                        |
| 13. Apr. 2014 | 1    | ETU Powerman Sprint Duathlon European Championships       | Horst aan de Maas | 01:00:00    | Europameisterin Sprint-Duathlon                                                                                |
| 23. Sep. 2012 | 3    | ITU Short Distance Duathlon World Championship Mixed Team | Nancy             | 01:28:42    | im Mixed-Team mit Jenny Schulz, Patrick Lange und Paul Schusterl (2 km Laufen, 8 km Radfahren und 1 km Laufen) |
| 22. Sep. 2012 | 8    | ITU Short Distance Duathlon World Championships           | Nancy             |             | |
| 1. Mai 2012   | 1    | DTU Deutsche Meisterschaft Duathlon                       | Oberursel         |             | Deutsche Meisterin Duathlon-Kurzdistanz (10 km Laufen, 36 km Radfahren und 5 km Laufen)                        |
| 2011          | 1    | DTU Deutsche Meisterschaft Duathlon U23                   | Oberursel         |             | Siegerin U23 bei der Deutschen Duathlon-Meisterschaft                                                          |
| 2010          | 1    | DTU Deutsche Meisterschaft Duathlon U23                   | Oberursel         |             | Siegerin U23 bei der Deutschen Duathlon-Meisterschaft                                                          |